# Maraszekowate
Maraszekowate (Scatopsidae) – rodzina muchówek z podrzędu długoczułkich. Obejmuje około 360 opisanych gatunków. Bionomia słabo poznana. Larwy rozwijają się w fitotelmach i gnijącej materii organicznej.

## Morfologia

Schemat użyłkowania skrzydła rodzaju Scatopse. C – żyłka kostalna, Sc – żyłka subkostalna, R1 i R4+5 – żyłki radialne, od M1 i M2 – żyłki medialne, CuA1 i CuA2 – żyłki anterokubitalne, frm – żyłka pozorna radialnomedialna.

Muchówki o ciele długości od 0,6 do 30 mm, ubarwionym ciemno. Liczba członów budujących ich biczyk czułka wynosi od 5 do 10 i są one krótkie. Głaszczki są jednoczłonowe. Tułów cechuje umieszczenie przedniej pary przetchlinek na epimerytach przedtułowia (proepimerytach) oraz zlanie grzbietowej części meronu z pleurytami. W budowie wewnętrznej odznaczają się fragmy zatarczy sięgające aż do trzeciego segmentu odwłoka. Użyłkowanie skrzydeł charakteryzuje się niekompletną żyłką subkostalną, brakiem trzeciej żyłki medialnej (M3), przysunięciem rozwidlenia żyłek kubitalnych ku nasadzie skrzydła i ogólnie bardzo słabo zaznaczonymi żyłkami tylnymi. Odwłok ma na błonach pleuralnych podłużne linie.
Larwy zostały opisane tylko u 8 rodzajów. Ich głowa jest pozbawiona możliwości wciągania w tułów. Jej zewnętrzny szkielet jest kompletny, pozbawiony mostka podgębiowego. Czułki są dobrze rozwinięte, trójczłonowe. Aparat gębowy charakteryzuje obecność sklerytu przedżuwaczkowego. Żuwaczki są ząbkowane i funkcjonalne. Układ oddechowy uchodzi dziewięcioma parami przetchlinek (typ perypneustyczny).

## Ekologia i występowanie

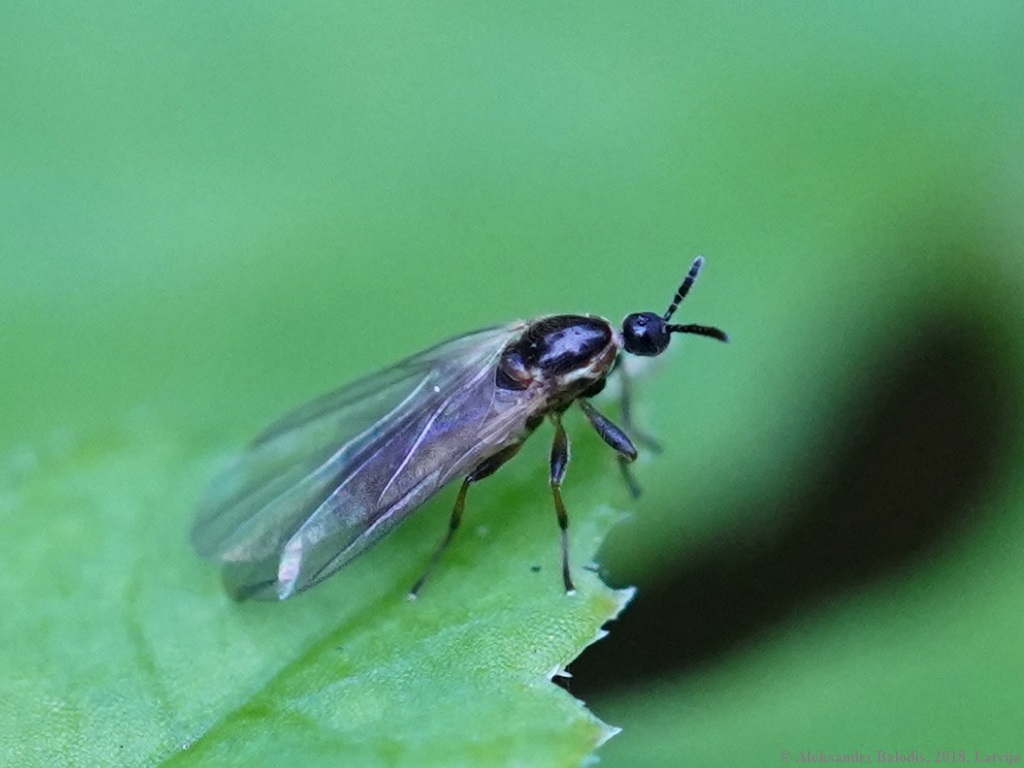
Przedstawiciel rodzaju Scatopse

Rodzina kosmopolityczna. W Polsce stwierdzono 28 gatunków (zobacz: maraszekowate Polski).
Bionomia tych muchówek jest słabo poznana. Larwy większości gatunków to dendrolimnobionty, rozwijające się w fitotelmach, czyli wypełnionych wodą jamach w roślinach, np. zalanych dziuplach. Inne przechodzą rozwój w butwiejącym drewnie powalonych pni, gnijącej trawie, warzywach czy rozkładających się kaktusach. Niektóre rozwijają się także w odchodach krów czy padlinie. Wybierane mikrosiedliska mają zwykle charakter płynny lub półpłynny.

## Taksonomia
Dotychczas opisano niespełna 350 gatunków współczesnych i 14 wymarłych, z których najstarsze pochodzą z kredy. Klasyfikuje się je w 4 podrodzinach:
- Aspistinae
- Ectaetiinae
- Psectrosciarinae
- Scatopsinae